# Peter Sunde
Peter Kalevi Sunde Kolmisoppi, alias brokep, född 13 september 1978 i Bäve församling, Göteborgs och Bohus län, är en norsk-finsk IT-entreprenör, och medgrundare samt före detta talesman för webbplatsen The Pirate Bay. Sunde är född i Sverige, men har inget svenskt medborgarskap, däremot både norskt och finländskt.

## Biografi
Peter Sunde Kolmisoppi föddes den 13 september 1978 i Uddevalla som det andra barnet i familjen. Fadern är en finsk resemontör och modern personalkonsulent från Norge. Hans äldre bror är Mats Kolmisoppi. När Sunde var 8–9 år skilde sig hans föräldrar och han flyttade, tillsammans med sin bror och mor, till Bergen i Norge. Peter Sunde började vid den här tiden programmera samt kopiera datorspel och program.
När Sunde var 15 år gammal blev hans mor sjuk och ville då flytta närmare fadern i Lidköping. I och med moderns sjukdom blev Sunde omotiverad att plugga och skolan gick sämre hemma i Sverige. Han hoppade av högstadiet och intresset för datorer och programmering tog över helt. Han blev aktiv på demoscenen och bland annat i grupperna Craze, TRSI[källa behövs] och Fairlight.
Via en kamrat fick Sunde praktikplats på en skola efter att ha hjälpt den med att dra om några nätverkskablar under ett påsklov, och fick senare fast anställning på kommunens IT-avdelning. Under den så kallade IT-bubblan, när Sunde var 20 år gammal, fick han jobb som programmerare på företaget Mediasvar i Skara. Han byggde bland annat en hemsida åt Bert Karlsson som många år senare blev en av de största kritikerna mot The Pirate Bay. Det blev till slut för många uppgifter för Sunde, som då blev sjukskriven. Han flyttade då tillbaka till Norge. Där fick han efter en tid arbete på Siemens, och började arbeta med datahantering kopplat till deras röntgenmaskiner. Han hade flera invändningar mot företaget, bland annat mot säkerheten. Han påpekade bristerna med att skicka patientinformation okrypterat men fick ingen reaktion.
Det nya arbetet innehöll även en hel del resande. Sunde mådde vid den här tiden dåligt psykiskt. Han trivdes inte på arbetsplatsen och hans förhållande med den dåvarande flickvännen Cassandra Travnjak som han flyttade från Oslo till Malmö för att vara sambo i Skåne Förhållandet fungerade inte. Cassandra avslutade förhållandet .  Under en arbetsresa i norra Norge svimmade Sunde på ett hotellrum och mindes inte var han var när han vaknade. Sunde blev nu sjukskriven en andra gång. Han upptäckte nu det intressanta med piratrörelsen och såg det som en ljuspunkt i livet när allting annat gick dåligt.

## The Pirate Bay

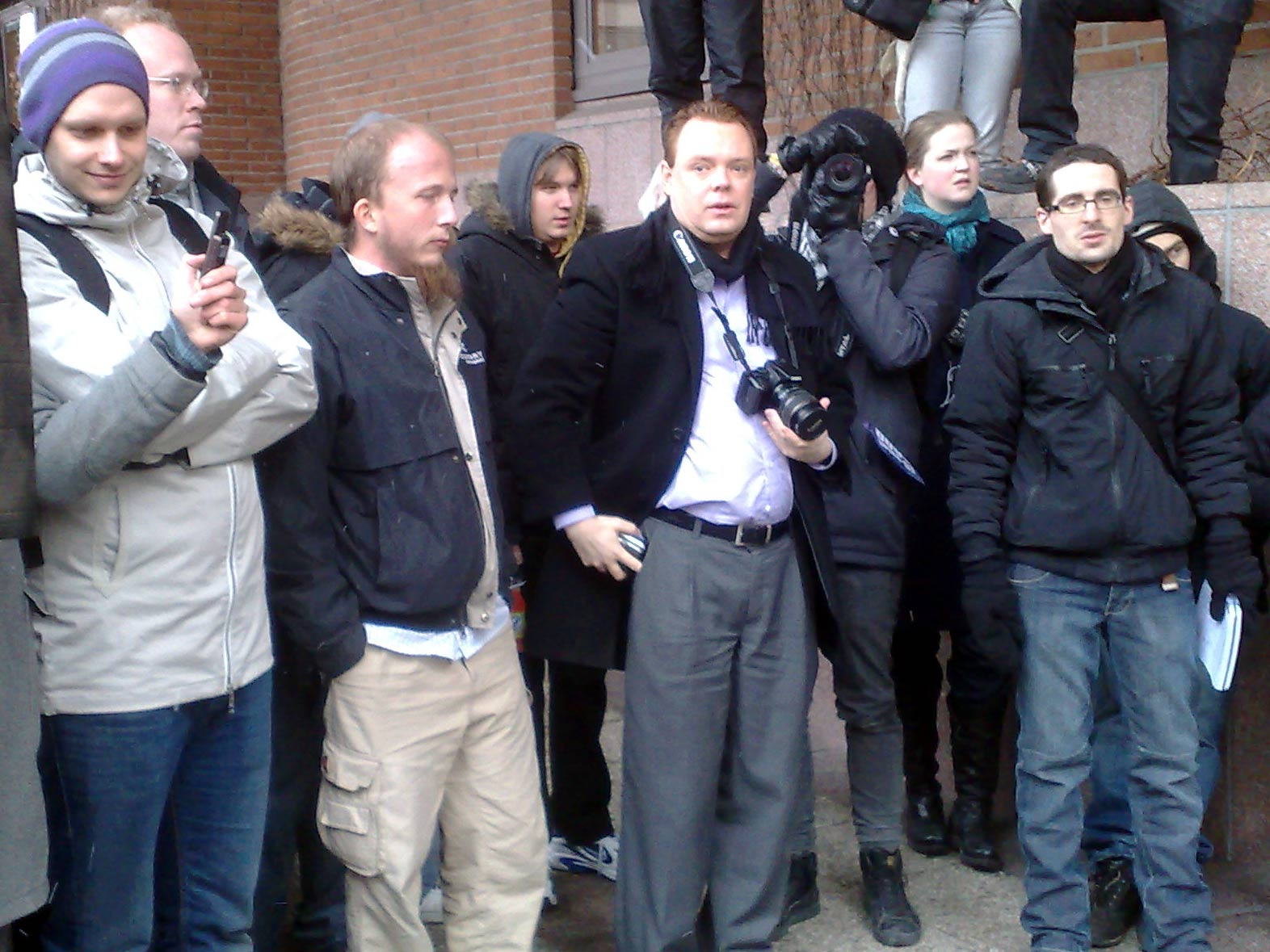
Peter Sunde längst till vänster, vid en demonstration på rättegångens första dag.

The Pirate Bay sköttes till en början bara av Gottfrid Svartholm Warg. Då var The Pirate Bay bara en enkel tracker på en PC i en källare på Svartholms jobb i Mexico City. Efter en tid blev Fredrik Neij involverad i projektet. Neij och Sunde var sedan tidigare bekanta över internet, och Sundes första kontakt med The Pirate Bay var när han erbjöd sig att låna ut en dator till Neij. När sidan behövde uppdateras med ny programmering erbjöd sig Peter Sunde att hjälpa till, och han blev snart verksam inom både The Pirate Bay-projektet och Piratbyrån. Som gruppens mest politiskt intresserade medlem blev han The Pirate Bays kontaktperson och ansikte utåt.
År 2009 lämnade han posten som The Pirate Bays talesperson.

### Rättegången 2009
Den 16 februari 2009 inleddes en rättegång mot Sunde, tillsammans med Gottfrid Svartholm Warg, Fredrik Neij och Carl Lundström, som också arbetat med The Pirate Bay. De åtalades för medhjälp samt förberedelse till brott mot upphovsrättslagen. Sunde var innan rättegångens start inte orolig när det gällde själva domen, utan var istället upprörd över att rättegångssalarna i tingsrätten inte skulle rymma alla som ville följa händelserna. Sunde försvarades av advokaten Peter Althin. Den 17 april 2009 fälldes de fyra åtalade och dömdes till ett års fängelse vardera samt totalt 30 miljoner kronor i solidariskt skadestånd till de musik-, film- och skivbolag som yrkat skadestånd i målet. Domen överklagades och Svea hovrätt sänkte i dom meddelad 2010-11-26 straffet för Sunde till 8 månaders fängelse för medhjälp till upphovsrättintrång.
Medhjälpen ansågs ha skett genom att han bidrog till driften av tjänsten, men han kunde inte anses vara verksamhetsansvarig i övrigt. Det solidariska skadeståndet höjdes dock till 46 miljoner kronor.
Dokumentärfilmaren Simon Klose följde under en tid Peter Sunde för att göra filmen TPB AFK om piratrörelsen och händelserna kring rättegången.

### Efterlysning 2012 och gripande 2014
Sunde var från 2012 efterlyst av Interpol och greps 31 maj 2014 i Sverige efter samarbete mellan svensk och polsk polis. Sunde förväntades bli överförd till öppen anstalt för avtjänande av fängelsestraffet enligt domen från rättegången mot The Pirate Bay. Peter Sunde frigavs den 10 november 2014.

## Politik
Peter Sunde har varit tidigt politiskt aktiv i Vänsterpartiet och gick 2009 med i Miljöpartiet. Vid Europaparlamentsvalet 2014 ställde han upp som kandidat för det finska Piratpartiet.

## Nutida projekt
Sunde är grundare till den sociala mikrobetalningstjänsten Flattr, grundare av den digitala kvittohanteringstjänsten Kvittar och grundare av VPN-tjänsten IPREDator. Sunde är mycket aktiv inom olika politiska projekt som Fri mjukvara, nätneutralitet och har bl.a. arbetat med WikiLeaks.